# Kaspische smaragdhagedis
De Kaspische smaragdhagedis (Lacerta strigata) is een hagedis uit de familie echte hagedissen (Lacertidae).

## Naam en indeling
De wetenschappelijke naam van de soort werd voor het eerst voorgesteld door Karl Eichwald in 1831. De hagedis werd later ook wel beschreven als ondersoort van de oostelijke smaragdhagedis (Lacerta viridis strigata).

## Uiterlijke kenmerken
Net als de andere soorten uit het geslacht van de halsbandhagedissen (Lacerta) is de hagedis groen van kleur, de soort is moeilijk te onderscheiden van andere soorten. De staart is langer dan het lichaam. Net als andere hagedissen die behoren tot de familie echte hagedissen kan de Kaspische smaragdhagedis zijn staart afwerpen bij gevaar, dit wordt wel caudale autotomie genoemd. De staart groeit later weer aan maar blijft kleiner.

## Levenswijze
De Kaspische smaragdhagedis is een bodembewoner die overdag actief is en jaagt op kleine ongewervelden zoals insecten. De vrouwtjes zijn eierleggend en zetten de eieren af op de bodem. Ze produceren twee legsels per jaar en ieder legsel bevat tussen de zes en elf eieren.

## Verspreiding en habitat
De Kaspische smaragdhagedis komt voor in delen van zuidoostelijk Europa en westelijk Azië. De hagedis leeft in de landen Armenië, Azerbeidzjan, Georgië, Iran, Rusland, Turkije en Turkmenistan.
De habitat bestaat uit relatief drogere streken zoals halfwoestijnen, schaars begroeide steppen, graslanden, bossen en gebieden met een struik-achtige begroeiing. De hagedis is zowel in laaglanden als in berggebieden aangetroffen.

## Beschermingsstatus
Door de internationale natuurbeschermingsorganisatie IUCN is de beschermingsstatus 'veilig' toegewezen (Least Concern of LC).